# Antoinette Giroux
Pour les articles homonymes, voir Giroux.
Antoinette Giroux est une actrice québécoise née le 27 septembre 1899  dans le quartier Saint-Henri à Montréal et morte à Longueuil le 8 juillet 1978 à l'âge de 78 ans, deux mois avant son 79e anniversaire. Elle eut une carrière très active au théâtre, à la radio et à la télévision.

## Biographie
Antoinette Giroux (née « Marie Thérèse Alice Antoinette Giroux ») le 27 septembre 1899, d'un père nommé Lactance Giroux, un graveur sur acier, et d’Albina Desmarchais, commence très jeune sur les scènes des théâtres montréalais. En 1930, elle revient au Québec après une série de voyages d'étude et de stages en art dramatique en Europe. Elle est la première boursière en art dramatique du Québec.
En 1934, elle prend la direction du Théâtre Stella de Montréal.
Plus tard, au moment où le théâtre vit un certain déclin, Antoinette Giroux, comme bien d'autres comédiens de sa génération, se tourne vers la radio. Elle participera à plusieurs feuilletons radiophoniques mais sera longtemps associée au radioroman Jeunesse dorée de Jean Desprez.
Au cinéma, elle interprète le rôle de Mademoiselle Angélique dans Un homme et son péché en 1949 et on la retrouve dans la série télévisée Rue des Pignons.
Elle est la sœur de la comédienne Germaine Giroux.

## Cinéma et télévision
- 1949 : Un homme et son péché : Mademoiselle Angélique
- 1950 : Séraphin (une suite du film Un homme et son péché de 1949) : Mademoiselle Angélique
- 1953 : Côté cour... côté jardin
- 1954-1957 : 14, rue de Galais (série TV) : Mme Richard
- 1966-1977 : Rue des Pignons (série TV) : grand-mère Therrien

## Récompenses et nominations
- Elle a été décorée de l'Ordre du Canada en 1978, quelques mois avant son décès.

## Sources
- Raymonde Bergeron et Marcelle Ouellette, Radio-Canada 1936-1986, Voix, visages et légendes, 1986.